# Список глав правительства Сент-Винсента и Гренадин
Список глав правительства Сент-Винсента и Гренадин включает в себя руководителей правительства Сент-Винсента и Гренадин (до 1979 года — Сент-Винсента) со времени создания в стране в 1956 году правительственного кабинета. В настоящее время правительство возглавляет премьер-министр Сент-Винсента и Гренадин (англ. Prime Minister of Saint Vincent and the Grenadines), чьё положение в системе государственной власти определяет конституция, вступившая в силу с провозглашением 27 октября 1979 года независимости государства.
Глава правительства является лидером партии, имеющей большинство в Палате собрания (нижняя палата, англ. House of Assembly of Saint Vincent and the Grenadines) двухпалатного парламента. Палата избирается на срок 5 лет прямыми выборами по одномандатным округам; этим электоральным периодом определяется срок полномочий правительства, ограничений для повторного формирования кабинета при сохранении парламентского большинства не установлено.
Первоначально во главе кабинета стоял главный министр (), с приобретением статуса ассоциированного государства в 1969 году главой правительства стал премьер (), с провозглашением независимости в 1979 году — премьер-министр ().
Применённая в первом столбце таблиц нумерация является условной. Также условным является использование в первых столбцах цветовой заливки, служащей для упрощения восприятия принадлежности лиц к различным политическим силам без необходимости обращения к столбцу, отражающему партийную принадлежность, в том числе независимый статус политиков. В столбце «Выборы» отражены состоявшиеся выборные процедуры, сформировавшие состав парламента, поддерживающий главу правительства.

## Главные министры (1956—1969)
Главный министр Сент-Винсента (англ. Chief Minister of Saint Vincent) — в коронной колонии Соединённого королевства Сент-Винсент — глава правительственного кабинета, имеющего исполнительные полномочия, значительно ограниченные полномочиями лондонского правительства Её Величества, следующими из конституционного обычая. Им становился лидер победившей на выборах в парламент партии. Этот пост появился в 1956 году, с созданием при администраторе владения правительственного кабинета, интегрированного в систему управления федеративных Британских Наветренных островов, куда владение входило до их роспуска 31 декабря 1959 года, и Федерации Вест-Индии, куда оно входило с 3 января 1958 года по 31 мая 1962 года.
|          | Портрет | Имя (годы жизни)                                                  | Полномочия  | Полномочия      | Партия                                | Выборы | Пр.          |
| Начало   | Портрет | Имя (годы жизни)                                                  | Окончание   |                 | Партия                                | Выборы | Пр.          |
| -------- | ------- | ----------------------------------------------------------------- | ----------- | --------------- | ------------------------------------- | ------ | ------------ |
| 1 (I—IV) |         | Эбенезер Теодор Джошуа (1908—1991) англ. Ebenezer Theodore Joshua | 1956        | 19 мая 1967     | Народная политическая партия          | 1954   | [ 7 ] [ 8 ]  |
| 1 (I—IV) | 1957    | Эбенезер Теодор Джошуа (1908—1991) англ. Ebenezer Theodore Joshua | 1956        | 19 мая 1967     | Народная политическая партия          |        | [ 7 ] [ 8 ]  |
| 1 (I—IV) | 1961    | Эбенезер Теодор Джошуа (1908—1991) англ. Ebenezer Theodore Joshua | 1956        | 19 мая 1967     | Народная политическая партия          |        | [ 7 ] [ 8 ]  |
| 1 (I—IV) | 1966    | Эбенезер Теодор Джошуа (1908—1991) англ. Ebenezer Theodore Joshua | 1956        | 19 мая 1967     | Народная политическая партия          |        | [ 7 ] [ 8 ]  |
| 2 (I)    |         | Роберт Милтон Като (1915—1997) англ. Robert Milton Cato           | 19 мая 1967 | 27 октября 1969 | Сент-Винсентская лейбористская партия | 1967   | [ 9 ] [ 10 ] |

## Премьеры (1969—1979)

Флаг (1907—1979)

Премьер Сент-Винсента (англ. Premier of Saint Vincent) являлся постом главы правительства Сент-Винсента после получения им статуса ассоциированного с Великобританией государства. После распада Вест-Индской Федерации в 1962 году была разработана концепция «ассоциированной государственности», реализованная Законом Об ассоциированной государственности 1967 года, предоставившим стране с 27 октября 1969 года полную автономию в отношении её внутренних дел, изменившим структуру и полномочия правительства и установившим самостоятельный пост губернатора Сент-Винсента (англ. Governors of Saint Vincent).
Организация Объединённых Наций не смогла вынести решение, был ли при этом достигнут суверенитет по смыслу Устава ООН и резолюций Генеральной Ассамблеи ООН.
|        | Портрет | Имя (годы жизни)                                                      | Полномочия      | Полномочия      | Партия                                | Выборы      | Пр.           |
| Начало | Портрет | Имя (годы жизни)                                                      | Окончание       |                 | Партия                                | Выборы      | Пр.           |
| ------ | ------- | --------------------------------------------------------------------- | --------------- | --------------- | ------------------------------------- | ----------- | ------------- |
| 2 (I)  |         | Роберт Милтон Като (1915—1997) англ. Robert Milton Cato               | 27 октября 1969 | 14 апреля 1972  | Сент-Винсентская лейбористская партия | [ комм. 4 ] | [ 9 ] [ 10 ]  |
| 3 (I)  |         | Джеймс Фитц-Аллен Митчелл (1931—2021) англ. James Fitz-Allen Mitchell | 14 апреля 1972  | 8 декабря 1974  | независимый                           | 1972        | [ 13 ] [ 14 ] |
| 2 (II) |         | Роберт Милтон Като (1915—1997) англ. Robert Milton Cato               | 8 декабря 1974  | 27 октября 1979 | Сент-Винсентская лейбористская партия | 1974        | [ 9 ] [ 10 ]  |

## Премьер-министры (с 1979)
Премьер-министр Сент-Винсента и Гренадин (англ. Prime Minister of Saint Vincent and the Grenadines) является главой правительства после обретения Сент-Винсентом и Гренадинами независимости и вступления в силу 27 октября 1979 года конституции страны, когда она стала одним из королевств Содружества. В структуре монархии Сент-Винсента и Гренадин премьер-министр обладает исполнительными полномочиями власти монарха, который по всем вопросам сент-винсентского государства советуется исключительно с министрами правительства Сент-Винсента и Гренадин. Представляющий монарха генерал-губернатор назначается по совету премьер-министра; назначение премьер-министром лица, имеющего наилучшие шансы получить парламентскую поддержку, является прерогативой самого генерал-губернатора, а не представляемого им монарха. Титул первой правящей королевы Сент-Винсента и Гренадин Елизаветы II Елизавета Вторая, Милостью Божьей, Королева Сент-Винсента и Гренадин и других её королевств и территорий, Глава Содружества (англ. Elizabeth the Second, by the Grace of God, Queen of Saint Vincent and the Grenadines and of Her other Realms and Territories, Head of the Commonwealth) использовался, как правило, когда к ней обращались как к таковой, если монарх находится в Сент-Винсенте и Гренадинах или выполняет обязанности от имени Сент-Винсента и Гренадин за их границами (после вступления на престол Карла III неименная основа титула была сохранена).
|            | Портрет         | Имя (годы жизни)                                                          | Полномочия      | Полномочия      | Партия                                | Выборы        | Пр.           |
| Начало     | Портрет         | Имя (годы жизни)                                                          | Окончание       |                 | Партия                                | Выборы        | Пр.           |
| ---------- | --------------- | ------------------------------------------------------------------------- | --------------- | --------------- | ------------------------------------- | ------------- | ------------- |
| 2 (II—III) |                 | Роберт Милтон Като (1915—1997) англ. Robert Milton Cato)                  | 27 октября 1979 | 30 июля 1984    | Сент-Винсентская лейбористская партия | [ комм. 7 ]   | [ 9 ] [ 10 ]  |
| 2 (II—III) | 1979            | Роберт Милтон Като (1915—1997) англ. Robert Milton Cato)                  | 27 октября 1979 | 30 июля 1984    | Сент-Винсентская лейбористская партия |               | [ 9 ] [ 10 ]  |
| 3 (II—V)   |                 | Сэр Джеймс Фитц-Аллен Митчелл (1931—2021) англ. James Fitz-Allen Mitchell | 30 июля 1984    | 27 октября 2000 | Новая демократическая партия          | 1984          | [ 13 ] [ 14 ] |
| 3 (II—V)   | 1989            | Сэр Джеймс Фитц-Аллен Митчелл (1931—2021) англ. James Fitz-Allen Mitchell | 30 июля 1984    | 27 октября 2000 | Новая демократическая партия          |               | [ 13 ] [ 14 ] |
| 3 (II—V)   | 1994            | Сэр Джеймс Фитц-Аллен Митчелл (1931—2021) англ. James Fitz-Allen Mitchell | 30 июля 1984    | 27 октября 2000 | Новая демократическая партия          |               | [ 13 ] [ 14 ] |
| 3 (II—V)   | 1998            | Сэр Джеймс Фитц-Аллен Митчелл (1931—2021) англ. James Fitz-Allen Mitchell | 30 июля 1984    | 27 октября 2000 | Новая демократическая партия          |               | [ 13 ] [ 14 ] |
| 4          |                 | Арним Ульрик Юстас (1944—) англ. Arnhim Ulric Eustace                     | 27 октября 2000 | 29 марта 2001   | Новая демократическая партия          | [ 16 ] [ 17 ] |               |
| 5 (I—V)    |                 | Ральф Эверард Гонсалвес (1946—) англ. Ralph Everard Gonsalves             | 29 марта 2001   | 8 декабря 2005  | Единая лейбористская партия           | 2001          | [ 18 ] [ 19 ] |
| 5 (I—V)    | 8 декабря 2005  | Ральф Эверард Гонсалвес (1946—) англ. Ralph Everard Gonsalves             | 15 декабря 2010 | 2005            | Единая лейбористская партия           |               | [ 18 ] [ 19 ] |
| 5 (I—V)    | 15 декабря 2010 | Ральф Эверард Гонсалвес (1946—) англ. Ralph Everard Gonsalves             | 10 декабря 2015 | 2010            | Единая лейбористская партия           |               | [ 18 ] [ 19 ] |
| 5 (I—V)    | 10 декабря 2015 | Ральф Эверард Гонсалвес (1946—) англ. Ralph Everard Gonsalves             | 7 ноября 2020   | 2015            | Единая лейбористская партия           |               | [ 18 ] [ 19 ] |
| 5 (I—V)    | 7 ноября 2020   | Ральф Эверард Гонсалвес (1946—) англ. Ralph Everard Gonsalves             | действующий     | 2020            | Единая лейбористская партия           |               | [ 18 ] [ 19 ] |